# Dmitri Sitkovetsky
 (mai 2024).
Si vous disposez d'ouvrages ou d'articles de référence ou si vous connaissez des sites web de qualité traitant du thème abordé ici, merci de compléter l'article en donnant les références utiles à sa vérifiabilité et en les liant à la section « Notes et références ».
Dmitri Youlianovitch Sitkovetsky (en russe : Дмитрий Юлианович Ситковецкий ; Bakou, 27 septembre 1954) est un violoniste et chef d'orchestre russe.

## Biographie
Dmitri Sitkovetsky naît à Bakou, en Azerbaïdjan, fils du violoniste Julian Sitkovetsky et de la pianiste Bella Davidovich. Son père meurt en 1958, alors qu'il a tout juste trois ans. Il grandit à Moscou où sa famille s'installe et où Dimitri entre au Conservatoire de Moscou où il étudie pendant 10 ans auprès de Yuri Yankelevitch. En 1977, âgé de vingt-deux ans, il décide de quitter l'Union Soviétique. Pour ce faire, il s'inscrit comme malade mental. Heureusement, son plan fonctionne et Dimitri arrive à New York, le 11 septembre 1977. Il étudie immédiatement à la Juilliard School.

## Carrière
Dmitri Sitkovetsky effectue une carrière réussie en tant que violoniste, chef d'orchestre, arrangeur, musicien de chambre et directeur de plusieurs festivals. Après son émigration en 1977, Sitkovetsky a joué en soliste avec des orchestres importants, notamment l'orchestre philharmonique de Berlin, de New York, de Los Angeles, le Gewandhaus de Leipzig, l'Orchestre du Concertgebouw et tous les orchestres majeurs de Londres, du Japon (NHK), de Chicago, Philadelphie et Cleveland. Il joue dans certains festivals : à Salzbourg, Lucerne, Édimbourg, Verbier, Istanbul, Newport et l'IMG soleil de Toscane et le Festival de la Vallée de Napa.
Sitkovetsky a développé également une carrière en tant que chef d'orchestre. En 1996, il est nommé chef principal et conseiller artistique pour cinq ans de l'Orchestre d'Ulster ; en 2001, il est nommé chef d'orchestre lauréat et de 2002 à 2005, occupe le poste de premier chef invité de l'Orchestre d'État de Russie. Entre 2006 et 2009, il est artiste en résidence à l'Orchestre symphonique de Castille et León en Espagne, une position qui consiste à diriger, jouer en soliste, assurer les tournées, la musique de chambre et des classes de maître. En 2003, Sitkovetsky est nommé directeur musical de l'Orchestre symphonique de Greensboro, un poste qu'il occupe encore aujourd'hui. En tant que chef invité, il a collaboré avec de grands orchestres, notamment à Londres et le Royal Philharmonic Orchestra, l'Academy of St Martin in the Fields et les orchestres symphoniques de la BBC, de San Francisco, de Saint-Louis, de Seattle et Dallas, l'Orchestre de chambre de Paris, l’Orchestre de l’Académie nationale Sainte-Cécile et la Philharmonie de Saint-Pétersbourg.
Sitkovetsky est également le fondateur et le directeur du nouvel orchestre à cordes de chambre Européen (New European Strings Chamber Orchestra ou NES CO), créée en 1990. Il est composé d'éminents instrumentistes à cordes d'Europe de l'Est et de l'Ouest. Depuis le succès de sa transcription des Variations Goldberg de Bach pour trio à cordes – in memoriam Glenn Gould – il a transcrit plus de 30 ouvrages, principalement pour orchestre à cordes de Bach, Haydn, Beethoven, Brahms, Dohnányi, Bartók, Tchaïkovski, Chostakovitch, Stravinsky et Schnittke. Il est membre de l'ASCAP depuis 1985 et ses transcriptions sont publiées par Doblinger, Sikorski et Schirmer.
Entre 1983 et 2002 Sitkovetsky a été le directeur artistique de plusieurs festivals de musique : le Festival de Korsholm, en Finlande (1983-1993 et 2002), le Festival de Seattle (1992-1997), « La Route de la soie de la musique », festival à Bakou, en Azerbaïdjan (1999). Il a collaboré avec divers artistes tels que Martha Argerich, Vladimir Ashkenazy, Youri Bashmet, Bella Davidovitch, Lynn Harrell, Evgeny Kissin, Mischa Maisky, Garrick Ohlsson, Krzysztof Penderecki, Vadim Repine, Alfred Schnittke et Rodion Chtchedrine. En mai 2007, il est en résidence d'artiste au Festival de Bodensee en Allemagne, effectuant diverses activités : soliste, chef d'orchestre, musicien de chambre, se produisant en récitals, en classes de maître et dirige l'Orchestre de chambre NES en résidence.
Dmitri Sitkovetsky a une vaste discographie. Parmi ses enregistrements, on trouve tous les grands concertos pour violon, de nombreuses œuvres de musique de chambre et de pièces pour orchestre symphonique. En juillet 2010, Hänssler Classic a sorti un coffret de l'intégrale des sonates pour violon de Mozart avec Antonio Pappano et Konstantin Lifschitz au piano. Le même label a récemment publié ses transcriptions pour orchestre à cordes d'œuvres de Chostakovitch et Stravinsky avec le NES CO, ainsi que des trios avec piano de Rodion Shchedrin et Peteris Vasks. Le dernier concerto publié est celui de Dutilleux, « L'Arbre des Songes », avec l'Orchestre du Concertgebouw, dirigé par Mariss Jansons (label Concertgebouw-Live). Pour célébrer le 25e anniversaire de la transcription des Variations Goldberg pour trio à cordes, un nouvel enregistrement a été gravé pour Deutsche Grammophon (2006).
Sitkovetsky est très impliqué dans l'exécution de musique contemporaine et le nouveau répertoire. Il a créé les concertos pour violon composés pour lui par John Casken (1995) et Krzysztof Meyer (2000) et joue souvent les œuvres de Dutilleux, Penderecki, Schnittke, Pärt et Chtchedrine, qui lui a écrit plusieurs ouvrages destinés au violoniste ou au chef d'orchestre. En 2005, il crée deux œuvres importantes de John Corigliano : sa seconde symphonie et la Suite Violon rouge lors d'un concert où il jouait le violon et dirigeait. Sa dernière création est l'œuvre de Jakov Jakoulov, Les Cadeaux des rois mages, d'après la célèbre histoire d'O. Henry, racontée par Peter Coyote, avec le Greensboro Symphony. Il a également joué dans un unique récital en solo, de la musique contemporaine lors du Festival de Verbier en 2009, avec un programme composé de pièces de Rodion Schedrin, Peteris Vasks, Lera Auerbach et Franghiz Ali-Zadeh.
Ses engagements récents comprennent la direction de l'orchestre de l'Opéra-Comique de Berlin, la Staatskapelle de Weimar, l'Orchestre national de Lille, de Nouvelle-Zélande, d'Adélaïde et le l'orchestre symphonique de Tasmanie, le Macau Symphony ainsi que le Tenerife Symphony. En tant que soliste concertiste, ses engagements comprennent, la philharmonique tchèque, le symphonique de Berlin, le symphonique de Galice, le symphonique de Vienne, le symphonique de Cincinnati, le symphonique de la NHK, le Philharmonique de Hambourg et le symphonique de Russie. Il a été en récitals à Seattle, Bruxelles, Séville, Le Cap, Londres (au Wigmore Hall) et lors des concerts du London Philharmonic au Festival de Schnittke. Il joue et dirige à l'invitation de l'Orchestre de chambre de Paris et l'Orchestre national de Lille, l'orchestre de l'opéra comique de Berlin ainsi que l'orchestre philharmonique de Saint-Pétersbourg.
Depuis 1987, il réside à Londres avec son épouse, Susan et leur fille Julia, qui étudie au Queen's College d'Oxford.